# Богдан Білий
Богдан Білий — архівіст Архієпархіального архіву  Перемишльсько-Варшавської архиєпархії УГКЦ, дослідник української історії Перемишля.
На початку 2000-х років його зусиллями було відновлено пошуки могили о. Івана Могильницького і вдалося її віднайти.
Надгробна плита була реставрована Є. Заваленем, а архітектор Ю. Левосюк створив новий проект, зберігши давній надмогильний камінь. 4 липня 2005 р. відбулося урочисте відкриття і посвячення відновленої могили о. Могильницького.

## Окремі праці
- Білий Б. Могильницький Іван [Архівовано 24 вересня 2016 у Wayback Machine.] // Енциклопедія історії України : у 10 т. / редкол.: В. А. Смолій (голова) та ін. ; Інститут історії України НАН України. — К. : Наукова думка, 2010. — Т. 7 : Мл — О. — С. 17. — ISBN 978-966-00-1061-1.
- Білий Б. Поховання греко-католицьких ієрархів, священиків, монахів, монахинь і церковних прислужників на Головному цвинтарі в Перемишлі // Перемиські Архиєпархіальні Відомості. — Рік. XIV. — Ч. 22. — Перемишль, 2017. — 91 с.
- Білий Б. Митра Перемиських владик або так звана «Корона Данила»: міфи і факти. Перемишль і Перемиська земля протягом віків / За ред. С. Заброварного; упор. С. Заброварний, М. Литвин, Ф. Стеблій. Перемишль; Львів, 2003.С. 245-248.
- Білий Б. Церкви Перемишля на протязі віків // Офіційний сайт Перемишльсько-Варшавської архиєпархії УГКЦ: cerkiew.org
- Богдан Білий. ГРЕКО-КАТОЛИЦЬКІВЛАДИКИ, СВЯЩЕНИКИ,МИРЯНИ ПЕРЕМИСЬКОЇ ЄПАРХІЇ У СПРАВІ ЗБЕРЕЖЕННЯ ВІРИ, ОБРЯДІВ, ТРАДИЦІЙ, ОСВІТИ, КУЛЬТУРИ ТА НАЦІОНАЛЬНОЇ ТОТОЖНОСТІ ISSN 1819 7329. Світогляд, 2017, № 3 (65)